# Sofiko Čiaureliová
Sofiko Čiaureliová (gruzínsky სოფიკო ჭიაურელი, 21. května 1937 Tbilisi – 2. března 2008 tamtéž) byla gruzínská herečka.
Jejím otcem byl režisér Michail Čiaureli a matkou herečka Veriko Andžaparidze. Je sestřenicí režiséra Georgije Daněliji. Jejím prvním manželem byl režisér Georgij Šengelaja, druhým manželem televizní komentátor Kote Macharadze.
Vystudovala moskevský VGIK a působila jako herečka v Mardžanišviliho divadle a Rustaveliho divadle v Tbilisi. Ve filmu debutovala v roce 1957 (Náš dvůr), během své kariéry natočila více než sto filmů. Mezinárodní úspěch získala díky rolím ve filmech Sergeje Paradžanova Barva granátového jablka (1968), Legenda o Suramské pevnosti (1984) a Ašik-Kerib (1988). Za hlavní roli v hudebním filmu svého manžela Georgije Šengelaji Melodie Verijské čtvrti (1974) získala cenu pro nejlepší herečku na Všesvazovém filmovém festivalu v Baku. Tengiz Abuladze ji obsadil do filmu Strom přání (1976), výrazné psychologicky pojaté role ztvárnila také v dílech Lany Gogoberidzeové Rozhovory o soukromém životě (1978) a Genricha Maljana Facka (1981).
Byla členkou poroty Mezinárodního filmového festivalu v Moskvě a poslankyní Nejvyššího sovětu. Získala titul národní umělkyně Gruzínské SSR a Arménské SSR a Státní cenu SSSR. V centru Tbilisi jí byl v roce 2009 odhalen pomník, jehož autorem je sochař Levan Vardosanidze.